# Хмелёвка (приток Колпяны)
Хмелёвка — река в Московской области России, протекает на территории городского округа Шаховская и Лотошинского района. Устье реки находится в 8 км от устья Колпяны по левому берегу. Длина реки составляет 20 км, площадь водосборного бассейна — 47,7 км².

## Данные водного реестра
По данным государственного водного реестра России относится к Верхневолжскому бассейновому округу, водохозяйственный участок реки — Волга от города Тверь до Иваньковского гидроузла (Иваньковское водохранилище), речной подбассейн реки — бассейны притоков (Верхней) Волги до Рыбинского водохранилища. Речной бассейн реки — (Верхняя) Волга до Куйбышевского водохранилища (без бассейна Оки).
Код объекта в государственном водном реестре — 08010100712110000002763.